# Spinnerette
Spinnerette é uma banda estadunidense constituida de Brody Dalle, Tony Bevilacqua (ambos antigos membros do The Distillers), Alain Johannes (Queens of the Stone Age, Eleven)e Jack Irons. Dalle anunciou a emergência da banda em Março de 2007.
A banda está assinada com a Sire Records e lançou uma canção demo em seu site chamada "Case of the Swirls". O álbum já foi lançado no mercado e possui dois clipes: Ghetto Love e Baptized On Fire.

## Integrantes
- Brody Dalle – vocal, guitarra
- Tony Bevilacqua – guitarra
- Alain Johannes – guitarra, baixo
- Jack Irons – bateria

## Discografia
Álbuns de estúdio
- 2008: Ghetto Love EP
- 2009: Spinnerette

Singles
- "Ghetto Love"
- "Sex Bomb"
- "Baptized by Fire"
- "All Babes Are Wolves"